# Peter O'Brien (béisbol)
Peter Robert O'Brien (Miami Gardens, 15 de julio de 1990) es un jardinero izquierdo de béisbol profesional estadounidense de los Pericos de Puebla de la Liga Mexicana . Anteriormente jugó en la Major League Baseball (MLB) para los Diamondbacks de Arizona y los Marlins de Miami.

## Carrera amateur
O'Brien asistió a la escuela secundaria G. Holmes Braddock en Miami, Florida. Jugó para el equipo de béisbol de la escuela y pasó a ser receptor durante su último año. No seleccionado en el draft de la MLB de 2008 , O'Brien decidió inscribirse en la Universidad Bethune – Cookman , donde jugó béisbol universitario para el equipo Bethune – Cookman Wildcats en la Conferencia Atlética del Medio Oriente (MEAC). En 2010, fue nombrado jugador del año de MEAC. Después de la temporada 2010, jugó béisbol universitario de verano con los Bourne Braves.de la Liga de Béisbol de Cape Cod.
Los Rockies de Colorado seleccionaron a O'Brien en la tercera ronda del draft de la MLB de 2011 , pero él optó por no firmar y, en cambio, se transfirió a la Universidad de Miami para su último año, donde jugó para el equipo de béisbol Miami Hurricanes en la costa atlántica. Conferencia (ACC). Fue nombrado All-ACC para la temporada 2012.

## Carrera profesional

### New York Yankees
Los Yankees de Nueva York seleccionaron a O'Brien en la segunda ronda del draft de la MLB de 2012 y O'Brien firmó con los Yankees. O'Brien comenzó su carrera profesional con los Yankees de la Costa del Golfo y después de cuatro juegos fue ascendido a los Yankees de Staten Island. Terminó su primera temporada bateando .212 / .256 / .401 con 10 jonrones y 34 carreras impulsadas . O'Brien comenzó la temporada 2013 con los Charleston RiverDogs. El 21 de junio de 2013 fue ascendido a los Yankees de Tampa. Después de la temporada 2013, compitió en elLiga de Otoño de Arizona.
O'Brien comenzó la temporada 2014 con el Trenton Thunder de la Clase AA Eastern League. 

### Arizona Diamondbacks
Los Yankees canjearon a O'Brien a los Diamondbacks de Arizona por Martín Prado el 31 de julio de 2014. Los Diamondbacks lo asignaron a los Mobile BayBears de la Clase AA Southern League . Después de la temporada 2014, los Diamondbacks asignaron a O'Brien a la Arizona Fall League. Los Diamondbacks asignaron a O'Brien a los Reno Aces de la Clase AAA Pacific Coast League (PCL) en 2015 y lo convirtieron en jardinero.  El 14 de julio de 2015, O'Brien participó en el Triple A Homerun Derby. Terminó en segundo lugar con un total de 20 jonrones.
O'Brien hizo su debut en las Grandes Ligas el 11 de septiembre de 2015 en el Chase Field contra los Dodgers de Los Ángeles . Se fue de 1 de 1 y empujó en su primera carrera mientras bateaba como emergente para el lanzador Enrique Burgos . Su primer hit fue un rodado sencillo por el medio al jardín central, saliendo de Ian Thomas . Condujo al campocorto Nick Ahmed con el hit. O'Brien fue designado para asignación por los Diamondbacks el 23 de diciembre de 2016.

### Kansas City Royals
Los Diamondbacks cambiaron a O'Brien a los Kansas City Royals por el jugador de ligas menores Sam Lewis. Jugó para los Omaha Storm Chasers de la PCL, antes de ser designado para asignación el 10 de mayo.

### Cincinnati Reds
El 16 de mayo de 2016, los Rojos de Cincinnati reclamaron a O'Brien de las exenciones y lo asignaron a los Louisville Bats de la Liga Internacional Clase AAA. Jugó en cinco partidos para Louisville y fue designado para asignación por Cincinnati el 25 de mayo.

### Texas Rangers
El 27 de mayo de 2016, los Texas Rangers reclamaron a O'Brien de las exenciones. Después de jugar en 16 juegos para Triple-A Round Rock Express y Double-A Frisco RoughRiders , O'Brien fue nuevamente designado para asignación el 17 de junio de 2017 cuando Ernesto Frieri fue seleccionado para la lista.

### Los Angeles Dodgers
O'Brien fue reclamado por los Dodgers de Los Ángeles el 18 de junio de 2017. Después de batear .219 / .297 / .465 en 45 juegos para los Double-A Tulsa Drillers , O'Brien fue designado para asignación por los Dodgers el 31 de julio. Fue trasladado a los Dodgers de Oklahoma City Triple-A el 3 de agosto.

### Miami Marlins
El 31 de mayo de 2018, O'Brien fue canjeado a los Marlins de Miami a cambio de consideraciones en efectivo. O'Brien tuvo su contrato seleccionado el 4 de septiembre de 2018. Conectó 4 jonrones con 10 carreras impulsadas en 22 juegos para los Marlins en 2018. Después de batear .167 / .255 / .262 en 14 juegos para comenzar el año , el 20 de junio de 2019, O'Brien fue designado para asignación. Pasó el resto de la temporada en Triple-A con los New Orleans Baby Cakes y eligió la agencia libre el 15 de octubre de 2019.

### Atlanta Braves
El 16 de diciembre de 2019, O'Brien firmó un contrato de ligas menores con los Bravos de Atlanta . O'Brien fue liberado por la organización Braves el 16 de agosto de 2020.

### Toros de Tijuana
El 27 de abril de 2021, O'Brien firmó con los Toros de Tijuana de la Liga Mexicana de Béisbol. En dónde conectó 16 cuadrangulares durante la Temporada Regular y fue parte fundamental del equipo para el campeonato.
Pericos de Puebla
El 24 de diciembre de 2021, Peter O'Brien fue cambiado a los Pericos de Puebla de la Liga Mexicana de Béisbol, en el que se desconoce el jugador que fue cambiado a Toros de Tijuana.

## Vida personal
O'Brien nació y se crio en Miami Gardens, Florida . Su madre, Mercedes, emigró de Cuba y fue bailarina del Ballet Nacional de Cuba . Su padre, Terry, es un exjugador de béisbol universitario estadounidense. O'Brien es bilingüe y aprendió español como su primer idioma.